# Neil Levang
Neil LeVang (Adams, 3 januari 1932 - Canyon Country, 26 januari 2015) was een Amerikaanse gitarist, violist en banjospeler. Hij speelde in de band van Lawrence Welk en was actief als studiomuzikant, onder meer voor Frank Zappa.
In de tweede helft van de jaren veertig speelde LeVang in lokale groepen uit Riverside en omgeving. In 1948 begeleidde hij onder meer Jimmy Wakely. Tijdens zijn tijd bij de kustwacht was hij gestationeerd in Seattle, waar hij in een country-groep speelde en een programma bij de lokale radio had. In 1959 werd hij als tijdelijke vervanger aangenomen bij de show van Lawrence Welk. Die was zo ingenomen met LeVangs spel dat hij in 1961 permanent werd aangenomen. LeVang speelde bij de Welk Band tot de laatste show in 1982. In dat jaar kreeg hij ook een nominatie voor de Country Music Association Awards in de categorie 'beste artiest op een speciaal instrument', in zijn geval de mandoline.
Welk speelde als studiomuzikant mee op veel plaatopnames (Zappa, Glenn Campbell, Bobby Darin, Elvis Presley, Neil Diamond e.a.), maar was ook actief voor veel filmsoundtracks en televisieprogramma's (van The Monkees en The Ed Sullivan Show tot en met cartoons van Hanna-Barbera).